# 第12屆金音創作獎
第12屆金音創作獎是2021年臺灣創作音樂的年度盛事之一，以表揚年度傑出的臺灣創作音樂從業人員。

## 評審團
主席：阿爆(阿仍仍)

## 入圍暨得獎名單
以表示得獎者

### 評審團獎
巴奈／《愛，不到》

### 特別貢獻獎
吳武璋

## 外部連結
- 第12屆金音創作獎入圍名單.文化部影視及流行音樂產業局.2022-01-10
- 第12屆金音創作獎得獎名單.文化部影視及流行音樂產業局.2021-11-06